# Austria na Zimowych Igrzyskach Olimpijskich 1948
Austrię na Zimowych Igrzyskach Olimpijskich 1948 reprezentowało 54 zawodników: 42 mężczyzn i 12 kobiet. Był to piąty start reprezentacji Austrii na zimowych igrzyskach olimpijskich.

## Zdobyte medale
| Medal  | Zawodnik            | Dyscyplina            | Konkurencja       | Rezultat    |
| ------ | ------------------- | --------------------- | ----------------- | ----------- |
| Złoto  | Trude Jochum-Beiser | Narciarstwo alpejskie | kombinacja kobiet | 6:58 pkt    |
| Srebro | Eva Pawlik          | Łyżwiarstwo figurowe  | solistki          | 157,588 pkt |
| Srebro | Franz Gabl          | Narciarstwo alpejskie | zjazd mężczyzn    | 2:59,1 min  |
| Srebro | Trude Jochum-Beiser | Narciarstwo alpejskie | zjazd kobiet      | 2:29,1 min  |
| Brąz   | Erika Mahringer     | Narciarstwo alpejskie | slalom kobiet     | 1:58,0 min  |
| Brąz   | Erika Mahringer     | Narciarstwo alpejskie | kombinacja kobiet | 7,04 pkt    |
| Brąz   | Resi Hammerer       | Narciarstwo alpejskie | zjazd kobiet      | 2:30,2 min  |
| Brąz   | Edi Rada            | Łyżwiarstwo figurowe  | Soliści           | 178,133 pkt |

## Skład kadry

### Biegi narciarskie
Mężczyźni
| Zawodnik                                                              | Konkurencja        | czas    | Pozycja |
| --------------------------------------------------------------------- | ------------------ | ------- | ------- |
| Karl Rafreider                                                        | Bieg na 18 km      | 1:23:19 | 28.     |
| Engelbert Hundertpfund                                                | Bieg na 18 km      | 1:25:41 | 39.     |
| Hias Noichl                                                           | Bieg na 18 km      | 1:27:34 | 45.     |
| Josef Deutschmann                                                     | Bieg na 18 km      | 1:27:43 | 46.     |
| Paul Haslwanter                                                       | Bieg na 18 km      | 1:31:00 | 61.     |
| Karl Martitsch                                                        | Bieg na 18 km      | 1:31:06 | 64.     |
| Hubert Hammerschmied                                                  | Bieg na 18 km      | 1:32:47 | 68.     |
| Josef Gstrein                                                         | Bieg na 18 km      | 1:25:04 | 36.     |
| Josef Gstrein                                                         | Bieg na 50 km      | 4:21:13 | 12.     |
| Josef Gstrein Josef Deutschmann Engelbert Hundertpfund Karl Rafreider | Sztafeta 4 × 10 km | 2:47:18 | 4.      |

### Hokej na lodzie
Reprezentacja mężczyzn
| - Franz Csöngei - Fritz Demmer - Egon Engel - Walter Feistritzer - Gustav Gross - Fredl Huber - Julius Juhn - Oskar Nowak |  | - Hansjörg Reichel - Hans Schneider - Willibald Stanek - Herbert Ulrich - Fritz Walter - Helfried Winger - Rudolf Wurmbrandt |

Turniej hokejowy był rozgrywany systemem każdy z każdym. Reprezentacja Austrii zajęła 7. miejsce.

#### Tabela
| Drużyna           | M | Mecze | Mecze | Mecze | Bramki | Bramki | Bramki | Pkt | Uwagi           |
| Drużyna           | M | W     | R     | P     | +      | -      | +/-    | Pkt | Uwagi           |
| ----------------- | - | ----- | ----- | ----- | ------ | ------ | ------ | --- | --------------- |
| Kanada            | 8 | 7     | 1     | 0     | 69     | 5      | +64    | 15  |                 |
| Czechosłowacja    | 8 | 7     | 1     | 0     | 80     | 18     | +62    | 15  |                 |
| Szwajcaria        | 8 | 6     | 0     | 2     | 67     | 21     | +46    | 12  |                 |
| Szwecja           | 8 | 4     | 0     | 4     | 55     | 28     | +27    | 8   |                 |
| Wielka Brytania   | 8 | 3     | 0     | 5     | 39     | 47     | -8     | 6   |                 |
| Polska            | 8 | 2     | 0     | 6     | 29     | 97     | -68    | 4   |                 |
| Austria           | 8 | 1     | 0     | 7     | 33     | 77     | -44    | 2   |                 |
| Włochy            | 8 | 0     | 0     | 8     | 24     | 156    | -132   | 0   |                 |
| Stany Zjednoczone | 8 | 5     | 0     | 3     | 86     | 33     | +53    | 10  | Dyskwalifikacja |

Wyniki
| 30 stycznia 1948 | Polska | 7:5 | Austria |  |

|  |  |  |  |  |

| 31 stycznia 1948 | Wielka Brytania | 5:4 | Austria |  |

|  |  |  |  |  |

| 1 lutego 1948 | Szwajcaria | 12:2 | Austria |  |

|  |  |  |  |  |

| 2 lutego 1948 | Szwecja | 7:1 | Austria |  |

|  |  |  |  |  |

| 4 lutego 1948 | Czechosłowacja | 17:3 | Austria |  |

|  |  |  |  |  |

| 5 lutego 1948 | Austria | 16:5 | Włochy |  |

|  |  |  |  |  |

| 6 lutego 1948 | Stany Zjednoczone | 13:2 | Austria |  |

|  |  |  |  |  |

| 7 lutego 1948 | Kanada | 12:0 | Austria |  |

|  |  |  |  |  |

### Kombinacja norweska
Mężczyźni
| Zawodnik             | Konkurencja   | Bieg narciarski | Bieg narciarski | Bieg narciarski | Skoki narciarskie        | Skoki narciarskie        | Skoki narciarskie        | Skoki narciarskie        | Skoki narciarskie        | Łącznie                  | Pozycja                  |
| Zawodnik             | Konkurencja   | Czas biegu      | Pozycja         | Punkty          | Skok 1                   | Skok 2                   | skok 3                   | Punkty                   | Pozycja                  | Łącznie                  | Pozycja                  |
| -------------------- | ------------- | --------------- | --------------- | --------------- | ------------------------ | ------------------------ | ------------------------ | ------------------------ | ------------------------ | ------------------------ | ------------------------ |
| Josef Gstrein        | Indywidualnie | 1:25:04         | 17.             | 193,5           | 63,5                     | 61,0                     | 59,5                     | 188,2                    | 25.                      | 381,70                   | 16.                      |
| Karl Martitsch       | Indywidualnie | 1:31:19         | 27.             | 162             | 59,0                     | 60,0                     | 61,0                     | 198,2                    | 17.                      | 360,20                   | 21.                      |
| Hubert Hammerschmied | Indywidualnie | 1:32:47         | 30.             | 154,5           | 58,5                     | 62,0                     | 62,5                     | 202,4                    | 14.                      | 356,90                   | 23.                      |
| Paul Haslwanter      | Indywidualnie | 1:31:00         | 25.             | 163,5           | Nie ukończył konkurencji | Nie ukończył konkurencji | Nie ukończył konkurencji | Nie ukończył konkurencji | Nie ukończył konkurencji | Nie ukończył konkurencji | Nie ukończył konkurencji |

### Łyżwiarstwo figurowe
| Zawodnik                           | Konkurencja   | Nota    | Pozycja |
| ---------------------------------- | ------------- | ------- | ------- |
| Eva Pawlik                         | Solistki      | 157,588 | srebro  |
| Martha Bachem                      | Solistki      | 144,456 | 9.      |
| Hildegard Appeltauer               | Solistki      | 139,300 | 18.     |
| Inge Solar                         | Solistki      | 135,444 | 20.     |
| Edi Rada                           | Soliści       | 178,133 | brąz    |
| Hellmut May                        | Soliści       | 165,666 | 8.      |
| Helmut Seibt                       | Soliści       | 162,655 | 9.      |
| Herta Ratzenhofer Emil Ratzenhofer | Pary sportowe | 117,5   | 9.      |
| Susi Giebisch Helmut Seibt         | Pary sportowe | 111,5   | 11.     |

### Łyżwiarstwo szybkie
Mężczyźni
| Zawodnik          | Konkurencja   | Konkurencja   | Konkurencja    | Konkurencja    | Konkurencja    | Konkurencja    | Konkurencja      | Konkurencja      |
| Zawodnik          | Bieg na 500 m | Bieg na 500 m | Bieg na 1500 m | Bieg na 1500 m | Bieg na 5000 m | Bieg na 5000 m | Bieg na 10 000 m | Bieg na 10 000 m |
| Zawodnik          | Czas          | Miejsce       | Czas           | Miejsce        | Czas           | Miejsce        | Czas             | Miejsce          |
| ----------------- | ------------- | ------------- | -------------- | -------------- | -------------- | -------------- | ---------------- | ---------------- |
| Gustav Slanec     | 47,4          | 37.           | 2:31,9         | 40.            |                |                |                  |                  |
| Ferdinand Preindl | 48,7          | 41.           | 2:38,6         | 44.            |                |                |                  |                  |
| Max Stiepl        |               |               | 2:31,2         | 38.            | 9:05,0         | 24.            | 19:25,5          | 10.              |

### Narciarstwo alpejskie
Mężczyźni
Zjazd
| Zawodnik         | Czas   | Miejsce |
| ---------------- | ------ | ------- |
| Franz Gabl       | 2:59,1 | srebro  |
| Egon Schöpf      | 3:01,2 | 5.      |
| Hans Nogler      | 3:03,1 | 9.      |
| Engelbert Haider | 3:08,2 | 14.     |
| Eberhard Kneisl  | 3:08,3 | 15.     |
| Edi Mall         | 3:09,3 | 19.     |

Slalom specjalny
| Zawodnik          | Czas 1. przejazdu      | Czas 2. przejazdu        | Łączny czas              | Pozycja                  |
| ----------------- | ---------------------- | ------------------------ | ------------------------ | ------------------------ |
| Egon Schöpf       | 1:11,1                 | 1:03,1                   | 2:14,2                   | 6.                       |
| Edi Mall          | 1:12,2                 | 1:06,1                   | 2:18,3                   | 11.                      |
| Engelbert Haider  | 1:13,3                 | 1:09,5                   | 2:22,8                   | 17.                      |
| Hans Hinterholzer | Dyskwalifikacja        | Nie ukończył konkurencji | Nie ukończył konkurencji | Nie ukończył konkurencji |
| Christian Pravda  | Nie ukończył przejazdu | Nie ukończył konkurencji | Nie ukończył konkurencji | Nie ukończył konkurencji |

Kombinacja
| Zawodnik         | Zjazd  | Zjazd   | Zjazd  | Slalom            | Slalom            | Slalom  | Slalom | Łącznie | Łącznie |
| Zawodnik         | Czas   | Pozycja | Punkty | Czas 1. przejazdu | Czas 2. przejazdu | Pozycja | Punkty | Punkty  | Pozycja |
| ---------------- | ------ | ------- | ------ | ----------------- | ----------------- | ------- | ------ | ------- | ------- |
| Edi Mall         | 3:09,3 | 19.     | 8,06   | 1:09,5            | 1:06,5            | 2.      | 0,48   | 8,54    | 4.      |
| Hans Nogler      | 3:03,2 | 9.      | 4,63   | 1:12,2            | 1:14,8            | 14.     | 5,33   | 9,96    | 8.      |
| Eberhard Kneisl  | 3:08,3 | 15.     | 7,51   | 1:18,1            | 1:07,8            | 12.     | 4,85   | 12,36   | 11.     |
| Engelbert Haider | 3:08,2 | 14.     | 7,40   | 1:16,4            | 1:11,8            | 16.     | 5,86   | 13,26   | 13.     |

Kobiety
Zjazd
| Zawodniczka             | Czas   | Miejsce |
| ----------------------- | ------ | ------- |
| Trude Jochum-Beiser     | 2:29,1 | srebro  |
| Resi Hammerer           | 2:30,2 | brąz    |
| Annelore Zückert        | 2:38,4 | 16.     |
| Anneliese Schuh-Proxauf | 2:39,0 | 17.     |
| Erika Mahringer         | 2:29,3 | 19.     |
| Sophie Nogler           | 2:47,0 | 26.     |

Slalom specjalny
| Zawodnik                | Czas 1. przejazdu | Czas 2. przejazdu         | Łączny czas               | Pozycja                   |
| ----------------------- | ----------------- | ------------------------- | ------------------------- | ------------------------- |
| Erika Mahringer         | 59,8              | 58,2                      | 1:58,0                    | brąz                      |
| Anneliese Schuh-Proxauf | 1:06,9            | 59,8                      | 2:06,7                    | 6.                        |
| Resi Hammerer           | 1:04,4            | 1:04.2                    | 2:08,6                    | 7.                        |
| Annelore Zückert        | Dyskwalifikacja   | Nie ukończyła konkurencji | Nie ukończyła konkurencji | Nie ukończyła konkurencji |

Kombinacja
| Zawodnik                | Zjazd  | Zjazd   | Zjazd  | Slalom            | Slalom            | Slalom  | Slalom | Łącznie | Łącznie |
| Zawodnik                | Czas   | Pozycja | Punkty | Czas 1. przejazdu | Czas 2. przejazdu | Pozycja | Punkty | Punkty  | Pozycja |
| ----------------------- | ------ | ------- | ------ | ----------------- | ----------------- | ------- | ------ | ------- | ------- |
| Trude Jochum-Beiser     | 2:29,1 | 2.      | 038    | 1:01,8            | 1:08,7            | 8.      | 6,20   | 6,58    | złoto   |
| Erika Mahringer         | 2:39,3 | 19.     | 7,04   | 58,4              | 59,7              | 1.      | 0,00   | 7,04    | brąz    |
| Anneliese Schuh-Proxauf | 2:39,0 | 17.     | 6,66   | 1:02,1            | 1:02,9            | 3.      | 3,10   | 9,76    | 7.      |
| Resi Hammerer           | 2:30,2 | 3.      | 1,02   | 1:08,9            | 1:10,9            | 18.     | 10,85  | 11,87   | 12.     |

### Skeleton
Mężczyźni
| Zawodnik     | Ślizg 1             | Ślizg 2 | Ślizg 3 | Ślizg 4 | Ślizg 5 | Ślizg 6 | Łącznie                  | Pozycja                  |
| ------------ | ------------------- | ------- | ------- | ------- | ------- | ------- | ------------------------ | ------------------------ |
| Hugo Kuranda | Nie ukończył ślizgu | -       | -       | -       | -       | -       | Nie ukończył konkurencji | Nie ukończył konkurencji |

### Skoki narciarskie
Mężczyźni
| Skoczek              | Skok 1 | Skok 2 | Nota  | Pozycja |
| -------------------- | ------ | ------ | ----- | ------- |
| Hubert Hammerschmied | 61,0   | 63,0   | 199,8 | 19.     |
| Gregor Höll          | 60,0   | 62,5   | 195,8 | 24.     |
| Toni Wieser          | 59,0   | 61,5   | 192,1 | 28.     |
| Helmut Hadwiger      | 51,0   | 56,5   | 181,4 | 35.     |